# Parc des Félins
Il Parc des Félins è un giardino zoologico in Francia dedicato alla riproduzione e alla conservazione dei membri selvatici della famiglia dei felini. È situato nel comune di Lumigny-Nesles-Ormeaux in Senna e Marna, circa 53,6 km a sud-est di Parigi.
Il parco copre un'area di 60 ettari. Delle 37 specie riconosciute di felini esistenti al mondo, il parco ne ospita 30 differenti specie e sottospecie, per un totale di 140 esemplari.
Il parco è stato aperto al pubblico il 14 ottobre 2006. Originariamente, la maggioranza degli animali proveniva dal Parc d'Aulneau, considerato troppo piccolo per ospitare così tanti animali.

## Storia
- 1998: Apre il Parc d'Aulneau.
- 2005: Il Parc d'Aulneau diviene troppo piccolo e viene cercata una nuova sistemazione.
- 2006: Viene scelta come sistemazione per il parco l'altura di Fortelle a Nesles in Senna e Marna.
- 2007: Il parco accoglie un gatto selvatico, due gatti leopardo, due gatti delle sabbie, una tigre siberiana, due margay, due gatti tigre e due gatti rugginosi.

## Visita al parco

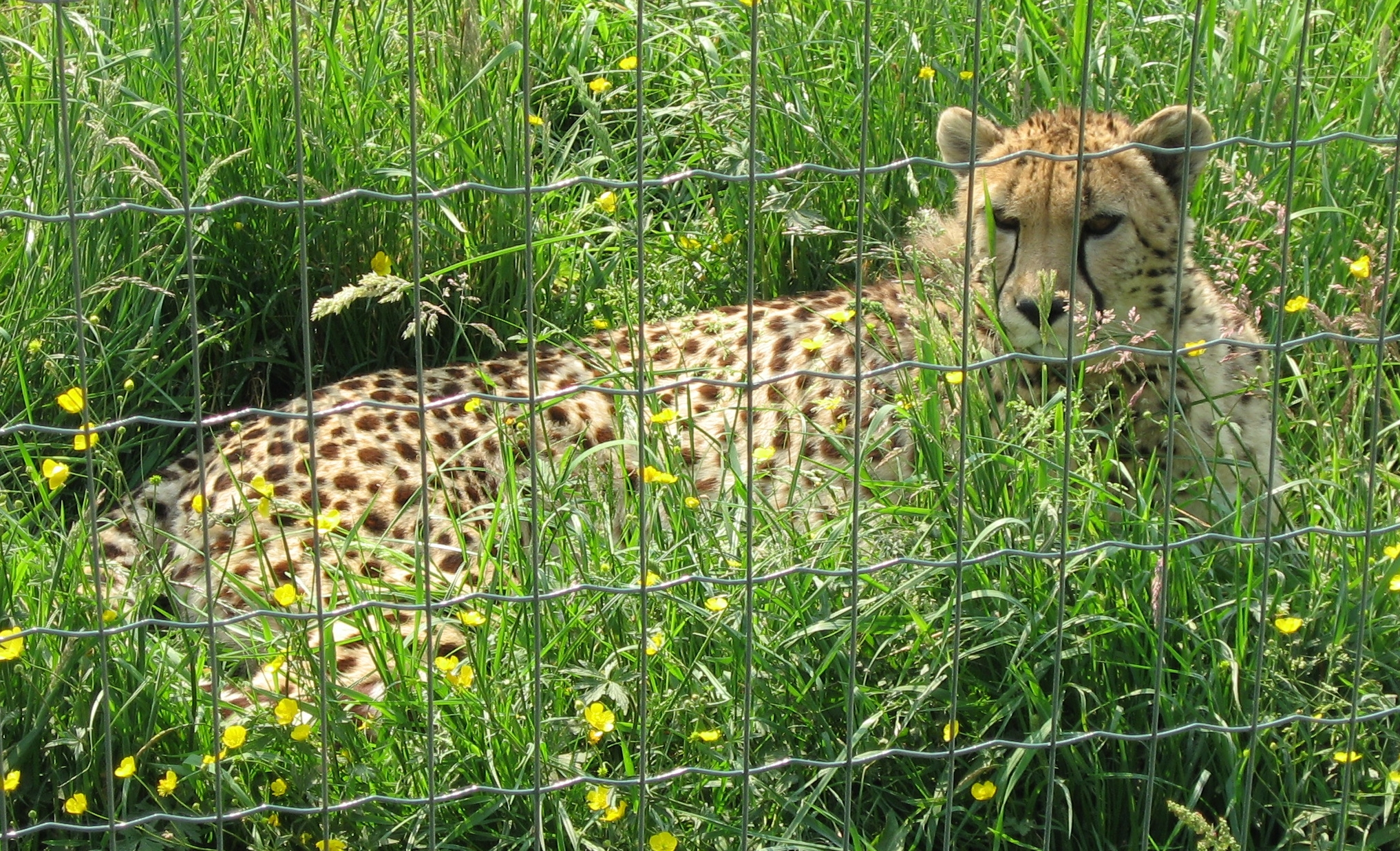
Un ghepardo del parco.

La filosofia del parco è quella di provvedere al benessere degli animali e di fornire loro un ambiente adatto alla loro riproduzione. I recinti sono stati studiati allo scopo di garantire le migliori condizioni ambientali per ogni animale.
Il parco è suddiviso in quattro aree geografiche. L'area dedicata a ogni animale è accompagnata da una tavola illustrata con il nome e la descrizione della specie, notizie sul suo recinto e i pericoli che essa corre nel suo ambiente naturale.

### Circuito europeo
Il circuito europeo inizia al recinto dei ghepardi. Questo circuito è costituito da appena due recinti, situati nei boschi, e occupati da gatti selvatici (Felis silvestris silvestris) e linci comuni (Lynx lynx lynx).

### Circuito africano

Mappa del parco.

La visita al parco inizia con i ghepardi del Sudafrica (Acinonyx jubatus jubatus), racchiusi in un recinto grande abbastanza da permettere loro di correre. Alla fine del recinto dei ghepardi, inizia sulla sinistra il circuito europeo. Proseguendo a diritto per il circuito africano si cammina lungo il recinto dei leoni del Katanga (Panthera leo bleyenberghi). Alla fine del recinto si può svoltare a destra per il circuito asiatico o a sinistra per il circuito americano.
Il circuito africano continua sulla sinistra e il primo recinto che si incontra è occupato dai serval (Leptailurus serval). Su entrambi i lati del percorso incontriamo prima i gatti delle sabbie (Felis margarita), poi i gatti selvatici africani (Felis silvestris gordoni) e i leopardi persiani (Panthera pardus saxicolor), e infine i caracal (Caracal caracal).
Il circuito termina con i leoni bianchi (Panthera leo krugeri) - una vera rarità negli zoo - del Transvaal, seguiti dalle pantere nere (Panthera pardus) e infine dai leoni (Panthera leo).
Presto il parco ospiterà anche dei gatti dai piedi neri (Felis nigripes) - il loro recinto è già pronto e attualmente occupato dai gatti pescatori.

### Circuito americano

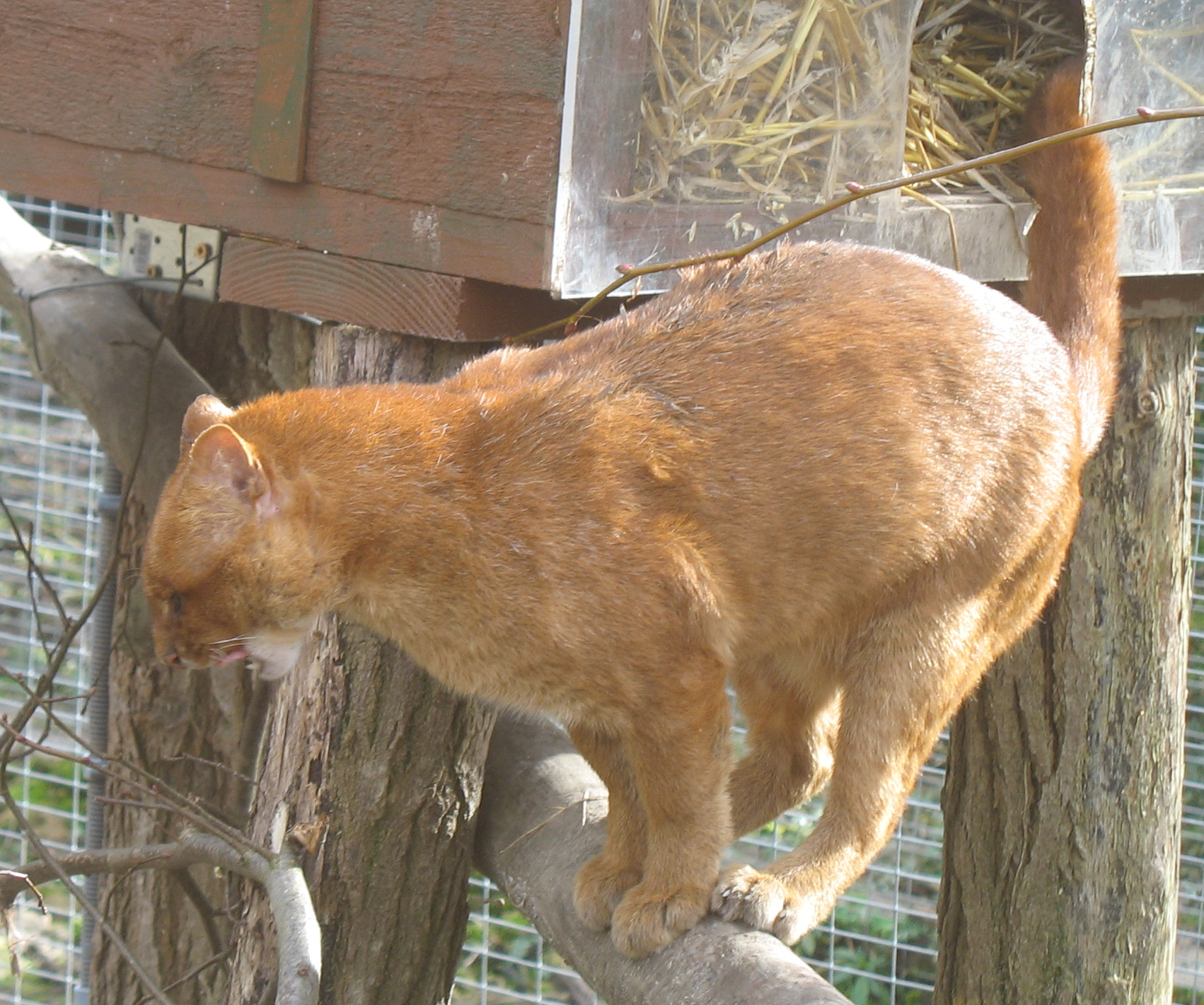
Uno dei tre yaguarondi.

Il circuito americano inizia alla fine del recinto dei leoni del Katanga. Il primo habitat di questo circuito ospita gli ocelot (Leopardus pardalis), e vicino a questo vi è il recinto del giaguaro (Panthera onca).
Il sentiero continua passando davanti ai recinti dei margay (Leopardus wiedii), dei gatti di monte (Leopardus geoffroyi), dei gatti tigre (Leopardus tigrinus) e dei puma (Puma concolor). Alla fine si giunge a un vicolo cieco, dove si possono ammirare gli yaguarondi (Herpailurus yagouaroundi), ospiti molto rari negli zoo europei.
Il sentiero termina con i recinti delle linci rosse (Lynx rufus) e dei giaguari.

### Circuito asiatico

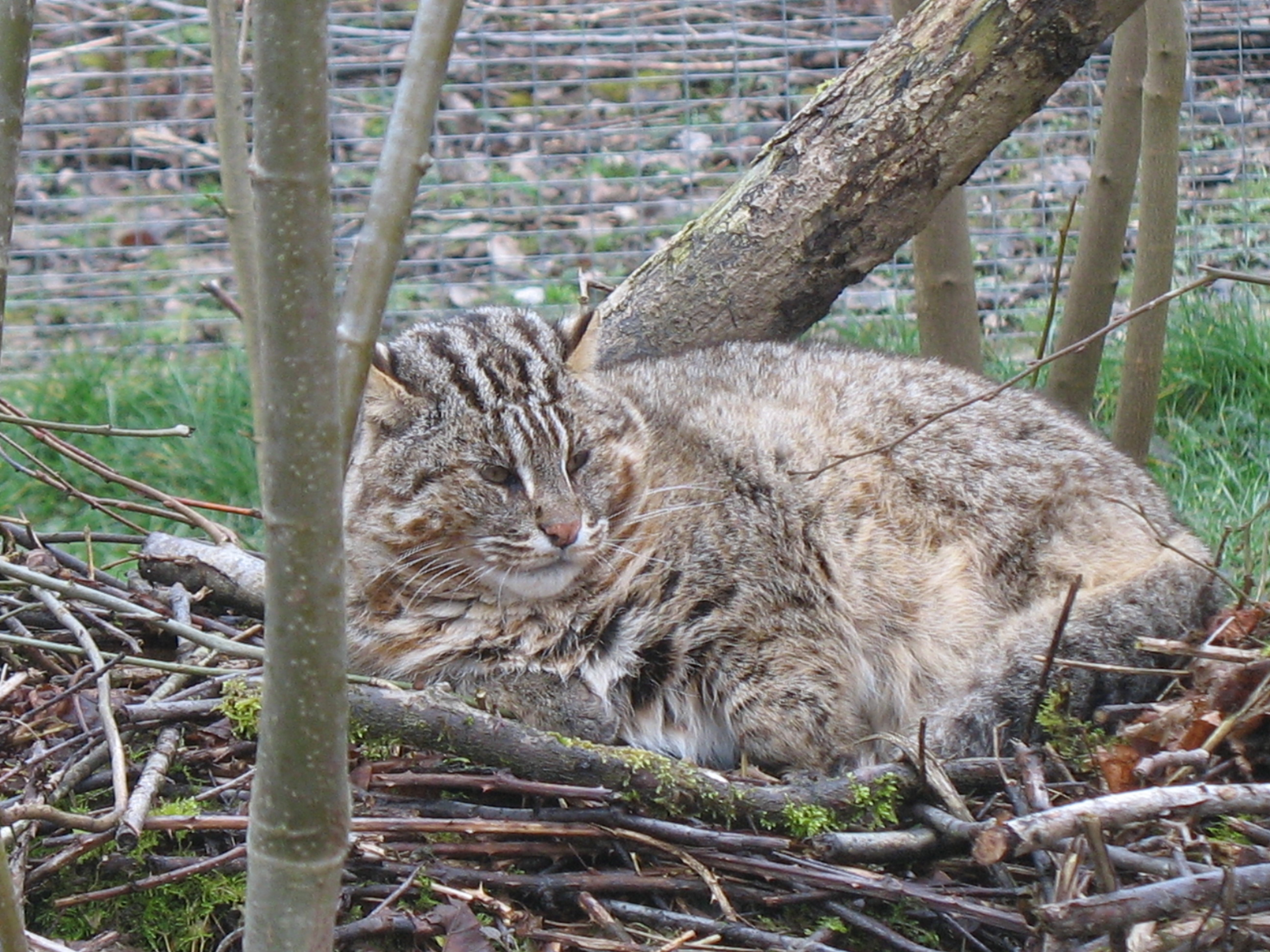
Un gatto leopardo (P. b. euptilurus) della Siberia orientale.

Il circuito asiatico inizia all'altro angolo del recinto dei leoni del Katanga. I primi felini che si incontrano lungo questo sentiero sono le tigri di Sumatra (Panthera tigris sumatrae), a cui fa seguito il recinto dei gatti rugginosi. Più avanti si incontrano i rari leopardi dello Sri Lanka (Panthera pardus kotiya), i gatti dorati asiatici (Catopuma temminckii), i gatti leopardo asiatici (Prionailurus bengalensis bengalensis), i gatti della giungla (Felis chaus) e i gatti pescatori (Prionailurus viverrinus).
Il sentiero prosegue con i grandi recinti contenenti tigri (Panthera tigris), tigri siberiane, leopardi dell'Amur (Panthera pardus orientalis) e linci comuni (Lynx lynx lynx). Il sentiero termina con i gatti leopardo della Siberia orientale e della Mongolia (Prionailurus bengalensis euptilurus), i leopardi nebulosi (Neofelis nebulosa), i leopardi delle nevi (Panthera uncia) e i gatti di Pallas (Otocolobus manul).

### Lemuri

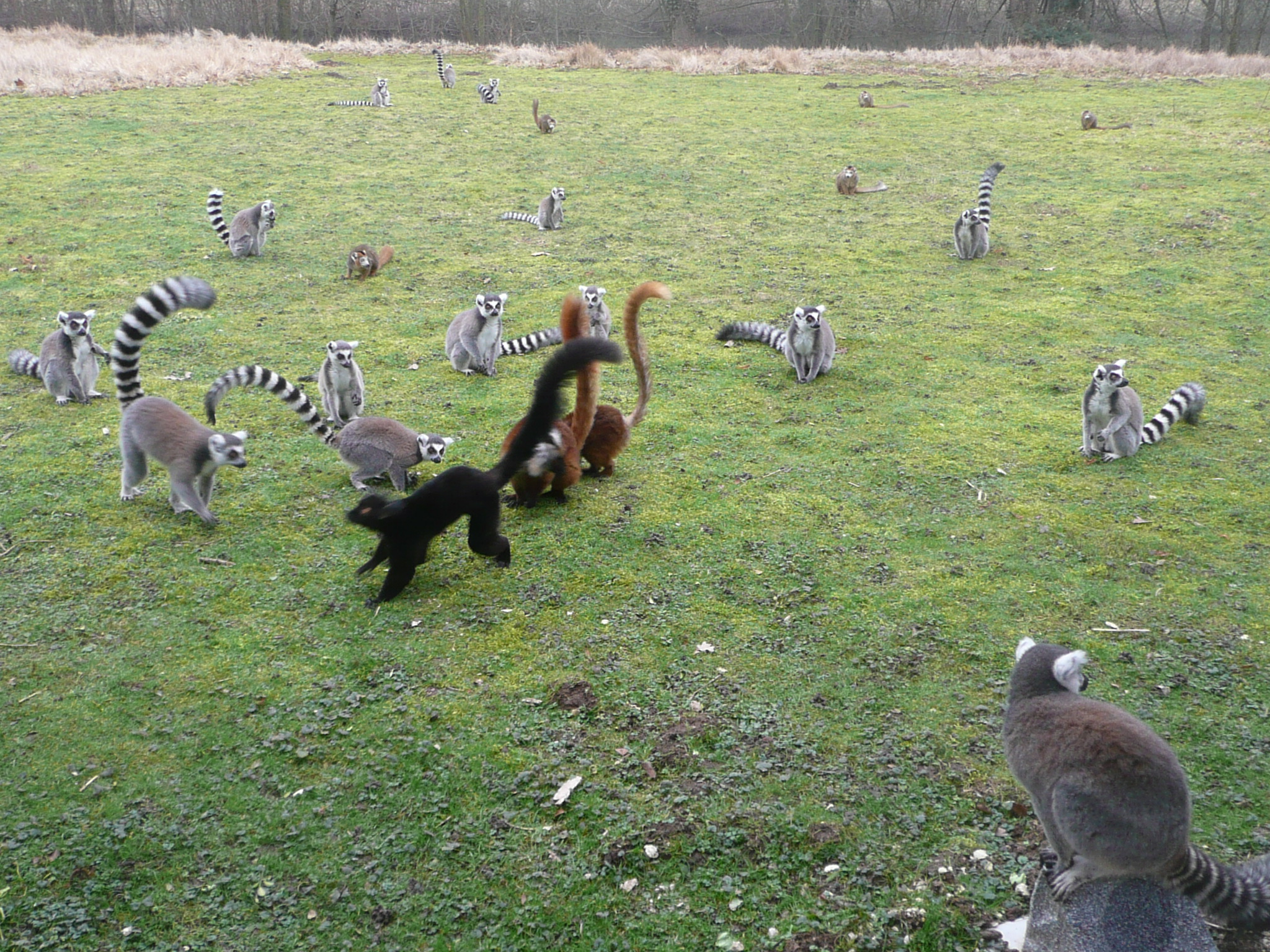
I lemuri del parco.

Oltre ai felini, il parco ospita una numerosa popolazione di lemuri. Essa è costituita da numerose specie, tra cui il katta (Lemur catta), il vari rosso (Varecia rubra), il lemure coronato (Eulemur coronatus) e il lemure dal ventre rosso (Eulemur rubriventer). Molti dei lemuri si spostano liberamente per il parco, e occasionalmente interagiscono con i visitatori.

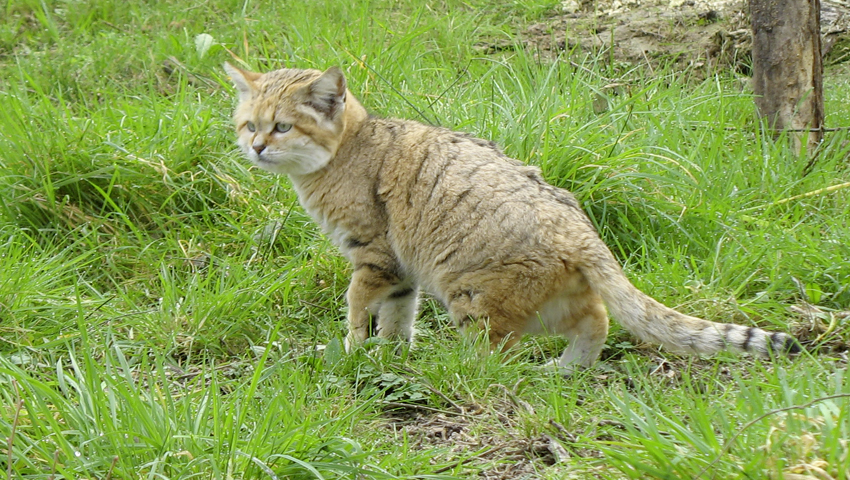
Un gatto delle sabbie del parco.